# Chmielniki Bydgoskie
Chmielniki Bydgoskie – przystanek kolejowy w przysiółku Chmielniki, w powiecie bydgoskim, w województwie kujawsko-pomorskim, w Polsce.

## Ruch pasażerski
| Rok  | Wymiana pasażerska na dobę |
| ---- | -------------------------- |
| 2017 | 20-49                      |
| 2022 | 50-99                      |

W 2017 roku zmianie uległa lokalizacja peronu na przystanku.